# Carlin Glynn
Carlin Elizabeth Glynn (* 19. Februar 1940 in Cleveland, Ohio; † 13. Juli 2023 im Hudson Valley, New York) war eine US-amerikanische Schauspielerin in Theater, Film und Fernsehen.

## Leben und Karriere
Carlin Glynn besuchte die Lamar High School in Houston und wirkte bereits während der Schulzeit an Theaterproduktionen mit. In New York studierte sie Ende der 1950er-Jahre am Actors Studio und nahm Schauspielunterricht bei Stella Adler. Die Geburt ihrer drei Kinder sorgte allerdings dafür, dass sie ihre beginnende Schauspielkarriere bis auf wenige Auftritte in Werbespots nicht fortsetzte.
Erst nach rund 15 Jahren Pause wandte sie sich in den 1970er-Jahren wieder vermehrt der Schauspielerei zu, so beispielsweise 1975 mit ihrem Filmdebüt im Politthriller Die drei Tage des Condor. Für ihren Auftritt im Musical The Best Little Whorehouse in Texas am Broadway, das auf sich das texanische Bordell Chicken Ranch bezieht, wurde sie 1979 mit dem Tony Award als Beste Nebendarstellerin in einem Musical ausgezeichnet. Sie spielte The Best Little Whorehouse in Texas fast zwei Jahre lang am Broadway und sechs Monate lang in London. Für ihren Auftritt in diesem Musical in London gewann sie 1982 noch einen Laurence Olivier Award in der Kategorie Best Actress in a Musical.
Mit Beginn der 1980er-Jahre stand Glynn verstärkt für Film- und Fernsehproduktionen vor der Kamera, wobei sie sehr häufig in Rollen als Südstaaten-Dame zu sehen war, beispielsweise als Lady Bird Johnson in der Fernseh-Miniserie Das Schicksal der Jackie O. (1991) über Jacqueline Kennedy Onassis. Zu ihren bekanntesten Filmrollen zählen die Mutter von Molly Ringwalds Hauptfigur in der John-Hughes-Komödie Das darf man nur als Erwachsener (1983) sowie die Schwiegertochter von Geraldine Page in dem oscarprämierten Filmdrama A Trip to Bountiful – Reise ins Glück (1985). Zeitweise unterrichtete sie auch selbst Schauspiel an der Columbia University. Ende 2004 wurde sie neben Lee Grant und Stephen Lang als künstlerische Co-Direktorin in den Vorstand von The Actors Studio berufen.  Zuletzt stand Glynn im Jahr 2006 für eine Gastrolle in der Fernsehserie Criminal Intent – Verbrechen im Visier vor der Kamera.
Glynn war von 1960 bis zu dessen Tod im Dezember 2018 mit dem Schauspieler, Regisseur und Produzenten Peter Masterson verheiratet. Aus der Ehe gingen  drei gemeinsame Kinder hervor, die Schauspielerinnen Mary Stuart Masterson und Alexandra Masterson sowie der Kameramann Peter Masterson junior. Gegen Ende ihres Lebens litt Carlin Glynn unter Demenz und starb im Juli 2023 im Alter von 83 Jahren an Komplikationen einer Lungenkrebserkrankung.

## Filmografie
- 1975: Die drei Tage des Condor (Three Days of the Condor)
- 1980: Der starke Wille (Resurrection)
- 1981: Zwei wie Katz und Maus (Continental Divide)
- 1982: Der große Zauber (The Escape Artist)
- 1982: Johnny Garage (Fernsehfilm)
- 1983: Das darf man nur als Erwachsener (Sixteen Candles)
- 1985: A Trip to Bountiful – Reise ins Glück (The Trip to Bountiful)
- 1987: Der steinerne Garten (Gardens of Stone)
- 1987: Mr. President (Fernsehserie, 10 Folgen)
- 1989: Coyote Mountain (Kurzfilm)
- 1989: Final Game – Die Killerkralle (Night Game)
- 1989: Blood Red – Stirb für dein Land (Blood Red)
- 1991: Das Schicksal der Jackie O. (A Woman Named Jackie; Fernseh-Miniserie, 2 Folgen)
- 1991: Convicts
- 1992: Mein unsichtbarer Freund (Day-O; Fernsehfilm)
- 1994: Blessing
- 1996: Strange Luck – Dem Zufall auf der Spur (Strange Luck; Fernsehserie, 1 Folge)
- 1999: Judy Berlin
- 2002: West of Here (auch Co-Produzentin)
- 2003: Lost Junction
- 2005: The Exonerated (Fernsehfilm)
- 2005: Whiskey School
- 2006: Criminal Intent – Verbrechen im Visier (Law & Order: Criminal Intent; Fernsehserie, 1 Folge)